# Derek and the Dominos
Derek and the Dominos – grupa blues rockowa założona w 1970 roku przez Erica Claptona po rozpadzie supergrupy Blind Faith.
Zespół nagrał jeden album studyjny i odbył trasę koncertową, z której pochodzą dwa albumy nagrane na żywo, a wydane już po rozwiązaniu grupy. Derek and the Dominos wzięli także udział w sesji nagraniowej albumu All Things Must Pass George'a Harrisona. Płyta studyjna zespołu zawiera szereg przebojowych utworów, między innymi piosenkę Layla, której autorstwo jest zwykle, choć nieściśle, przypisywane Claptonowi. Clapton przez kolegów nazywany był Derek, stąd nazwa grupy.

## Skład
- Eric Clapton – założyciel i lider zespołu, gitara, śpiew
- Duane Allman – gitara
- Carl Radle – gitara basowa
- Bobby Whitlock – instrumenty klawiszowe, śpiew
- Jim Gordon – perkusja

## Dyskografia
- Layla and Other Assorted Love Songs – 1970
- In Concert – 1973
- Live at the Fillmore – 1994